# Bitwa pod Komarnem
Bitwa pod Komarnem miała miejsce 9 października 1672 podczas wyprawy Sobieskiego na czambuły tatarskie w ramach wojny polsko-tureckiej (1672–1676).
Po pokonaniu Tatarów pod Niemirowem hetman wielki koronny Jan Sobieski (2,5–3 tysiące jazdy i dragonów) ruszył 9 października na Gródek Jagielloński. Gdy minął Jaworów zorientował się po łunach pożarów, że główne siły tatarskie znajdują się w kierunku na Przemyśl i Sambor. W tej sytuacji wysłał w kierunku Gródka Jagiellońskiego niewielki oddział (20 żołnierzy), natomiast sam z głównymi siłami ruszył na południowy zachód w kierunku Hoszan i Rudek w celu przecięcia Tatarom odwrotu na południe. Pod Hoszanami Sobieski rozbił jeden z czambułów, a od jeńców dowiedział się, że w dolinie pod Komarnem na zachodnim brzegu Stawu Kliteckiego znajduje się nieubezpieczony kosz tatarski armii nurredin sułtana (10 tysięcy Tatarów, 400 Lipków oraz 400 Kozaków Doroszenki).
Chcąc szybkim uderzeniem zaskoczyć nieprzyjaciela, Sobieski, nie zważając na deszcz i fatalne drogi, przebył bez odpoczynku 57 kilometrów. Częścią sił hetman zamierzał związać czoło armii tatarskiej, natomiast główne siły miały uderzyć na lewe skrzydło, by odciąć Tatarów od przeprawy na Wereszycy i zamykającej staw grobli. Dowództwo grupy wiążącej, liczącej tysiąc żołnierzy, objął Stefan Bidziński. Sam Sobieski stanął na czele głównej grupy uderzeniowej liczącej 1,5 tysiąca żołnierzy, w skład której wchodziła cała husaria.
Około godziny 16:00 Tatarzy dostrzegli grupę Bidzińskiego i rzucili przeciw niemu swoje główne siły. Grupę Sobieskiego Tatarzy zauważyli dopiero wtedy, gdy ta szarżowała na ich skrzydło. W tej sytuacji Tatarzy rzucili się do ucieczki w kierunku zachodnim, między grupami Sobieskiego i Bidzińskiego. Ta część, która usiłowała ujść przez groblę, została wycięta. Reszta, choć atakowana z obu stron, zdołała przedrzeć się w kierunku Bieńkowej Wiszni i Rudek. W nocy udało się wojskom koronnym dopaść Tatarów u przeprawy przez Wisznię i dokończyć pogromu. Z potężnej armii nurredina  sułtana jedynie 1,5 tysiąca Tatarów zdołało przeprawić się przez Dniestr i dołączyć do jednego z czambułów armii syna chańskiego Hadżi Gireja.
W dniu bitwy pod Komarnem żołnierze polscy przebyli około 100 kilometrów i uwolnili z jasyru 20 tysięcy ludzi.

## Literatura
- Mała Encyklopedia Wojskowa, 1967, Wydanie I.